# ミュージックランキング
ミュージックランキング は、2004年4月から2005年3月まで放送された東海ラジオ放送の日曜日の音楽番組。
2004年4月改編の目玉として、2004年3月まで美味時間を担当した早川佳樹アナウンサーをメインに据えてスタートした。（このため美味時間のMCは源石和輝アナに交代、さか松ゲンが消滅）
しかし同年6月早川が営業部に異動し降板したため、MCは急遽タレントの宮本忠博に交代した。この不透明なMC交代劇や一見リスナーには分かりにくい番組の進行などから、翌年3月に放送が打ち切られた。

## 出演者
- 早川佳樹（2004年4月〜2004年5月）
- 宮本忠博（2004年6月〜2005年3月）
- 山崎聡子

## 番組の特色
- リスナーからのリクエストで毎週人気曲のトップ5を決める。ただし、番組冒頭で一週間に累積したリクエストや有線放送・有名CDショップなどの売上ランキングを元に、暫定のトップ5を発表し、「あなたの投稿で順位が入れ替わる」とのフレーズで番組中のリクエスト数を加味して番組最後に確定のトップ5が決まる。リスナーを番組中引き繋ぐためのシステムではあるが、一見リスナーにはその主旨が理解されにくいという欠点があった。